# Gare de Saint-Paul-en-Pareds
La gare de Saint-Paul-en-Pareds est une gare ferroviaire française de la ligne de Vouvant-Cezais à Saint-Christophe-du-Bois, située sur le territoire de la commune des Herbiers, dans le département de Vendée en région Pays de la Loire.

## Situation ferroviaire
Établie à 112 mètres d'altitude, la gare de Saint-Paul-en-Pareds est située au point kilométrique (PK) 42,600 de la ligne de Vouvant-Cezais à Saint-Christophe-du-Bois, entre les gares des Herbiers et de Mouchamps.

## Histoire
La gare est mise en service 27 juillet 1914 par l'Administration des chemins de fer de l'État.
La gare est fermée au cours du XXe siècle.